# Stomatium latifolium
Stomatium latifolium är en isörtsväxtart som beskrevs av L. Bol. Stomatium latifolium ingår i släktet Stomatium och familjen isörtsväxter. Inga underarter finns listade i Catalogue of Life.